# Kastell Dettingen unter Teck
Das Kastell Dettingen unter Teck war ein Römisches Militärlager des Lautertal-Limes. Es liegt als Bodendenkmal unter einer landwirtschaftlich genutzten Fläche südlich von Dettingen unter Teck, einer Gemeinde im Landkreis Esslingen in Baden-Württemberg.

## Lage
Das Kastell Dettingen liegt in den Niederungen des Lautertals, circa 100 m östlich der heutigen Bundesstraße 465 zwischen Dettingen und Owen unter Teck im Gewann „Bodenäcker“ und „Heufach“.
In antiker Zeit diente es dem direkten Schutz des so genannten „Lautertal-Limes“, einer verbindenden Grenzsicherung zwischen dem „Obergermanisch-Raetischen Limes“ im Norden und dem „Alblimes“ im Süden. Dieser verlief als Palisadenkonstruktion zwischen dem an seinem nördlichen Ende gelegenen Grinario (Köngen) und dem am südlichen Ende befindlichen Clarenna (Donnstetten). Zusätzlich zur Palisade war er durch zwei vorgelagerte Spitzgräben gesichert.

## Forschungsgeschichte
Im trockenen Sommer 1976 entdeckte man durch eine von Alfred Brugger vorgenommene luftbildarchäologische Prospektion der so genannten Sibyllenspur das Kleinkastell bei Dettingen. Die Luftbildaufnahmen wurden durch den damaligen archäologischen Denkmalpfleger im Regierungsbezirk Stuttgart, Dieter Planck, ausgewertet und bestätigt. Die nachfolgenden archäologischen Ausgrabungen des Landesdenkmalamtes Baden-Württemberg im Jahre 1982 zeigten, dass es sich bei dem Befund um ein römisches Militärlager und bei der Sibyllenspur um einen Limes handelt, den so genannten Lautertal-Limes.

## Kastell
Das Kastell von Dettingen unter Teck war zu allen Seiten von einem umlaufenden 2 bis 2,2 m breiten Spitzgraben umgeben, von dem infolge der nachkastellzeitlichen, bis in die heutige Zeit andauernden agrarischen Nutzung des Geländes nur noch eine Resttiefe von 0,7 m erhalten war. Vier Pfostengruben auf der Innenseite lassen eine dahinter liegende Holz-Erde-Mauer vermuten. Das römische Lager gehört mit seinen Abmessungen von 60 m mal 60 m (= 0,36 ha) zur Gruppe der so genannten Numeruskastelle. Wie fast alle Militärlager dieser Fortifikationsgröße bot das Lager Platz für eine Besatzung von 80 bis 100 Mann, einen Numerus oder eine vergleichbar große Vexillation als Detachement einer größeren Auxiliareinheit. Einzelheiten über die hier stationierte Truppe sind aber ebenso wenig bekannt wie Details der Lagerinnenbebauung.
Die Datierung erfolgte über die Scherben von Terra-Sigillata-Schüsseln und -Tellern, durch die das Kastell dem Ende des 1. Jahrhunderts n. Chr. zugeordnet werden konnte. Möglicherweise wurde es bereits in domitianischer Zeit, um die Jahre 85 bis 90 n. Chr., errichtet. Es hatte bis in die Mitte des zweiten nachchristlichen Jahrhunderts, um die Jahre 150/160, Bestand.

## Denkmalschutz und Fundverbleib
Das Kastell Dettingen und die erwähnten Bodendenkmale sind geschützt als Kulturdenkmale nach dem Denkmalschutzgesetz des Landes Baden-Württemberg (DSchG). Nachforschungen und gezieltes Sammeln von Funden sind genehmigungspflichtig, Zufallsfunde an die Denkmalbehörden zu melden.
Das Fundmaterial der Ausgrabungen befindet sich in der Sammlung des Landesmuseums Württemberg im Alten Schloss in Stuttgart.